# 第5回IBAF女子ワールドカップ日本代表
第5回IBAF女子ワールドカップ日本代表は、2012年8月10日から8月19日に開催された第5回IBAF女子ワールドカップに出場した野球日本女子代表チームである。第3回大会からの3連覇を果たした。監督は新谷博。

## 概要
第5回のワールドカップ代表選考では、まず3月3日と4日に行われたセレクションを205名が受験し24名が合格。さらに4月21日と22日に前回は選考を辞退した日本女子プロ野球機構（GPBL）との強化試合を行い、その結果GPBLからの6名を加えた計30名が代表候補となり、2度の強化合宿を経て最終的に出場選手20名が発表された。GPBLからの候補は故障のために選考を辞退した厚ヶ瀬美姫を除く5名が代表に入り、女子野球の日本代表チーム史上初めてプロ選手が代表入りした。
大会では予選リーグ2戦目に黒星を喫したが、他の試合に全勝しリーグを1位通過。決勝では予選リーグで苦杯をなめたアメリカ相手に完封勝利をおさめ、第3回大会から3大会連続優勝を遂げた。

## 代表メンバー
所属は代表選考時点での所属チーム。◎印はGPBL所属選手。
| 位置   | No. | 氏名       | 所属等                   | 代表歴    | 備考                                           |
| ------ | --- | ---------- | ------------------------ | --------- | ---------------------------------------------- |
| 監督   | 50  | 新谷博     | 尚美学園大学監督         | 第3,4回   | 第3,4回はコーチ                                |
| コーチ |     | 清水稔     | 元三菱重工神戸監督       | 第4回     |                                                |
| 投手   | 10  | 新宮有依   | 平成国際大学             | 第4回     | 第4回は外野手                                  |
| 投手   | 11  | 中島梨紗   | 侍                       | 第2,3,4回 |                                                |
| 投手   | 15  | 吉井萌美   | 平成国際大学             |           |                                                |
| 投手   | 16  | 磯崎由加里 | 尚美学園大学             | 第4回     | 最高殊勲選手、最優秀勝率、ベストナイン（先発） |
| 投手   | 18  | 里綾実     | 福知山成美高コーチ       | 第4回     | ベストナイン（救援）                           |
| 投手   | 20  | 小西美加◎  | 大阪ブレイビーハニーズ   | 第2,3回   |                                                |
| 捕手   | 2   | 西朝美     | アサヒトラスト           | 第2,3,4回 |                                                |
| 捕手   | 17  | 直井友紀   | 侍                       |           |                                                |
| 内野手 | 4   | 中野菜摘   | 尚美学園大学             | 第2,3,4回 |                                                |
| 内野手 | 5   | 新井純子   | 尚美学園大学             | 第2,3,4回 |                                                |
| 内野手 | 6   | 出口彩香   | 尚美学園大学             |           | ベストナイン（遊撃手）                         |
| 内野手 | 23  | 川端友紀◎  | 京都アストドリームス     |           |                                                |
| 内野手 | 27  | 田中幸夏◎  | 兵庫スイングスマイリーズ | 第1回     |                                                |
| 内野手 | 36  | 六角彩子   | 侍                       | 第4回     | 最優秀守備                                     |
| 内野手 | 52  | 大山唯     | 尚美学園大学             | 第2,3,4回 |                                                |
| 内野手 | 55  | 金由起子   | ホーネッツレディース     | 第2,3,4回 | 最多打点                                       |
| 外野手 | 3   | 三浦伊織◎  | 京都アストドリームス     |           | ベストナイン                                   |
| 外野手 | 8   | 志村亜貴子 | アサヒトラスト           | 第2,3,4回 |                                                |
| 外野手 | 12  | 中村茜◎    | 兵庫スイングスマイリーズ |           |                                                |
| 外野手 | 39  | 萱野未久   | シリウス                 | 第3,4回   |                                                |

## 対戦結果
（日付は現地時間）
- 予選リーグ
  - 第1戦（8月11日）　日本 21－0 オランダ（5回コールド）
  - 第2戦（8月12日）　日本 2－5 アメリカ
  - 第3戦（8月13日）　日本 10－0 キューバ（5回コールド）
  - 第4戦（8月14日）　日本 11－1 チャイニーズ・タイペイ（5回コールド）
  - 第5戦（8月15日）　日本 3－0 ベネズエラ
  - 第6戦（8月16日）　日本 10－0 オーストラリア（6回コールド）
  - 第7戦（8月17日）　日本 9－7 カナダ

リーグ戦績　1位（6勝1敗）
- 決勝トーナメント
  - 準決勝（8月18日）　日本 5－1 オーストラリア
  - 決勝（8月19日）　日本 3－0 アメリカ

大会戦績　優勝（3大会連続）